# Кызыл алтын рудник
Кызыл алтын рудник — рудник в 8 км к северу от аула Капал, Аксуского района Жетысуской области. Месторождение покрыто прослойками кварцевых песчаников и сланцами среднего девона, раздавлено дайками. Длина стадии оруденения 270 м, протяжность в субмеридианном направлении (6 кварцевых жильных тел, толщиной 4,7 м, дл. 8—36 м, плотно соединены к ср. частицам). В составе руд встречаются халькопирит, пирит, золото, галенит, кварц, малахит, ярозит, железо и гидроокись марганца. Объём самородного золота здесь 0,05—0,4 мм, в рудопроявлениях объём золота 19,8 г/т, серебра — 0,1—149 г/т, меди — 3,6 %, свинца — 2,8 %. Кызыл алтын рудник по рассчитанному резерву, относится к мелким месторождениям. Его верхняя часть освоена открытым методом.